# جاي كوستا
جاي كوستا (بالإنجليزية: Jay Costa)‏ هو سياسي أمريكي، ولد في 17 نوفمبر 1957 في بيتسبرغ في الولايات المتحدة. حزبياً، نشط في الحزب الديمقراطي. وقد انتخب عضو مجلس ولاية بنسيلفانيا.